# Herb powiatu piskiego
Herb powiatu piskiego – jeden z symboli powiatu piskiego, ustanowiony 28 czerwca 2001.

## Wygląd i symbolika
Herb przedstawia na tarczy w polu srebrnym dwa zielone drzewa iglaste, a przed nimi, na złotej drodze czarny wilk kroczący z uniesioną przednią prawą łapą zwrócony w prawo.